# بلاسينثيا

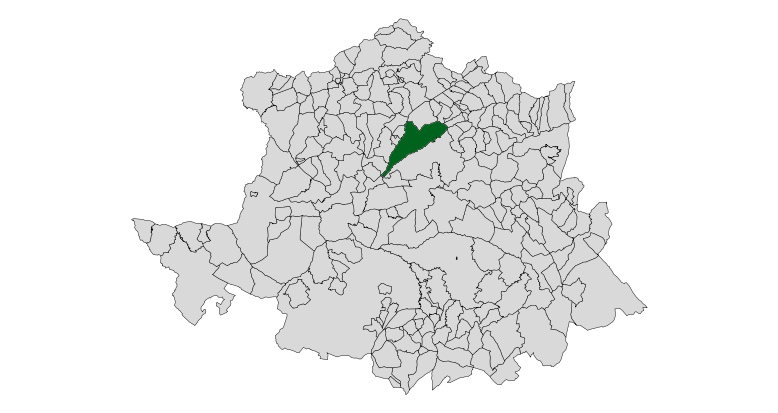
موقع البلدية.

بلدية بلاسينثيا (بالإسبانية: Plasencia)‏، هي بلدية تقع في مقاطعة قصرش والتي تقع في منطقة إكستريمادورا، غرب إسبانيا.
يبلغ عدد سكانها 39.982 نسمة وفقاً لإحصائية سنة (2007).، وتبلغ مساحتها 218 كم2،و بذلك تكون الكثافة السكانية 183.4 نسمة/كم2. يبلغ ارتفاعها 430 م عن سطح البحر.

## معرض صور

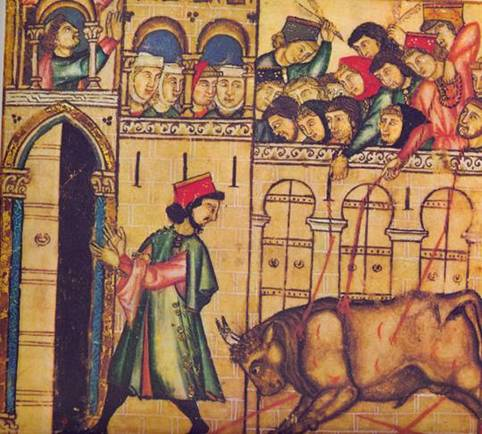
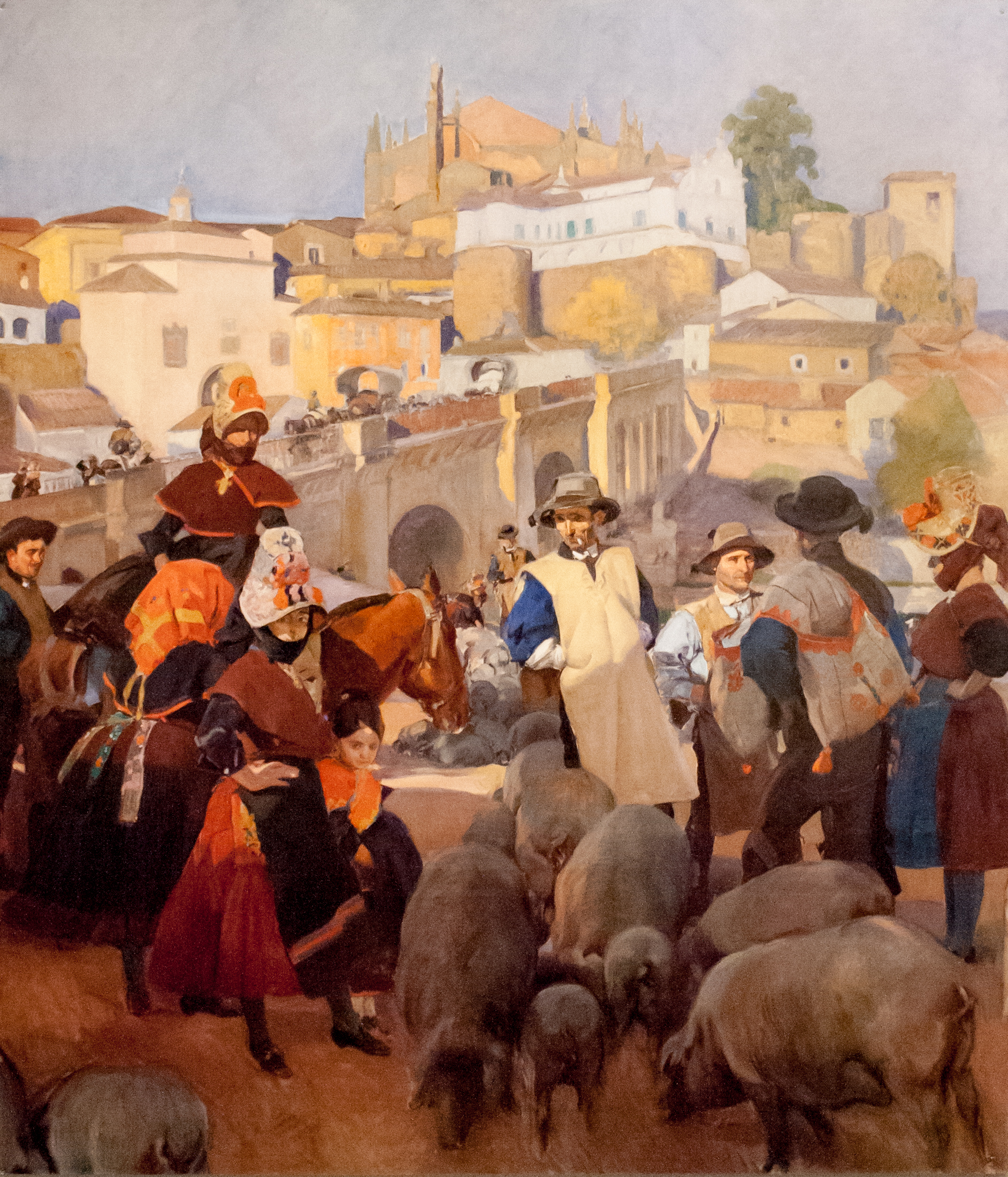
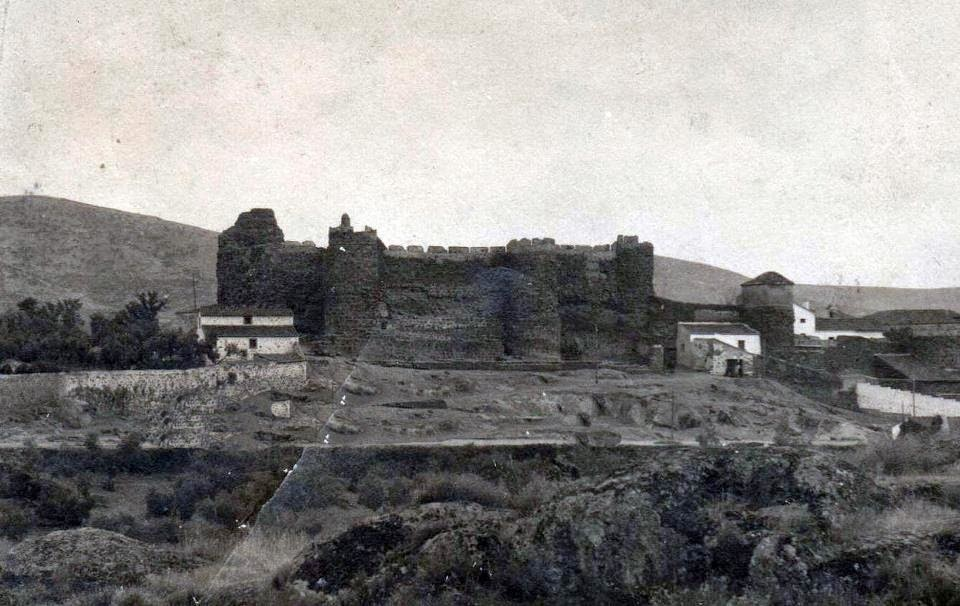
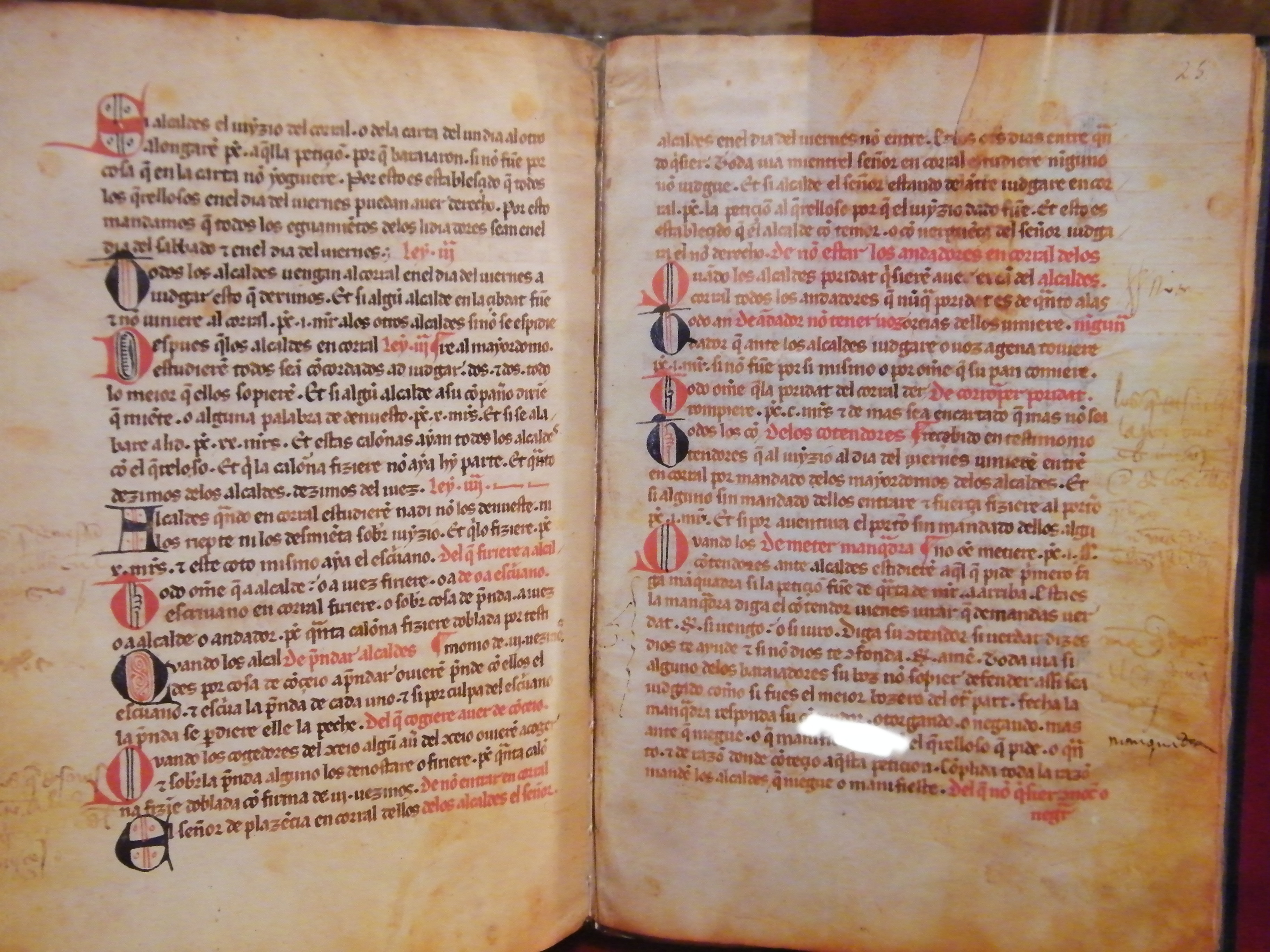
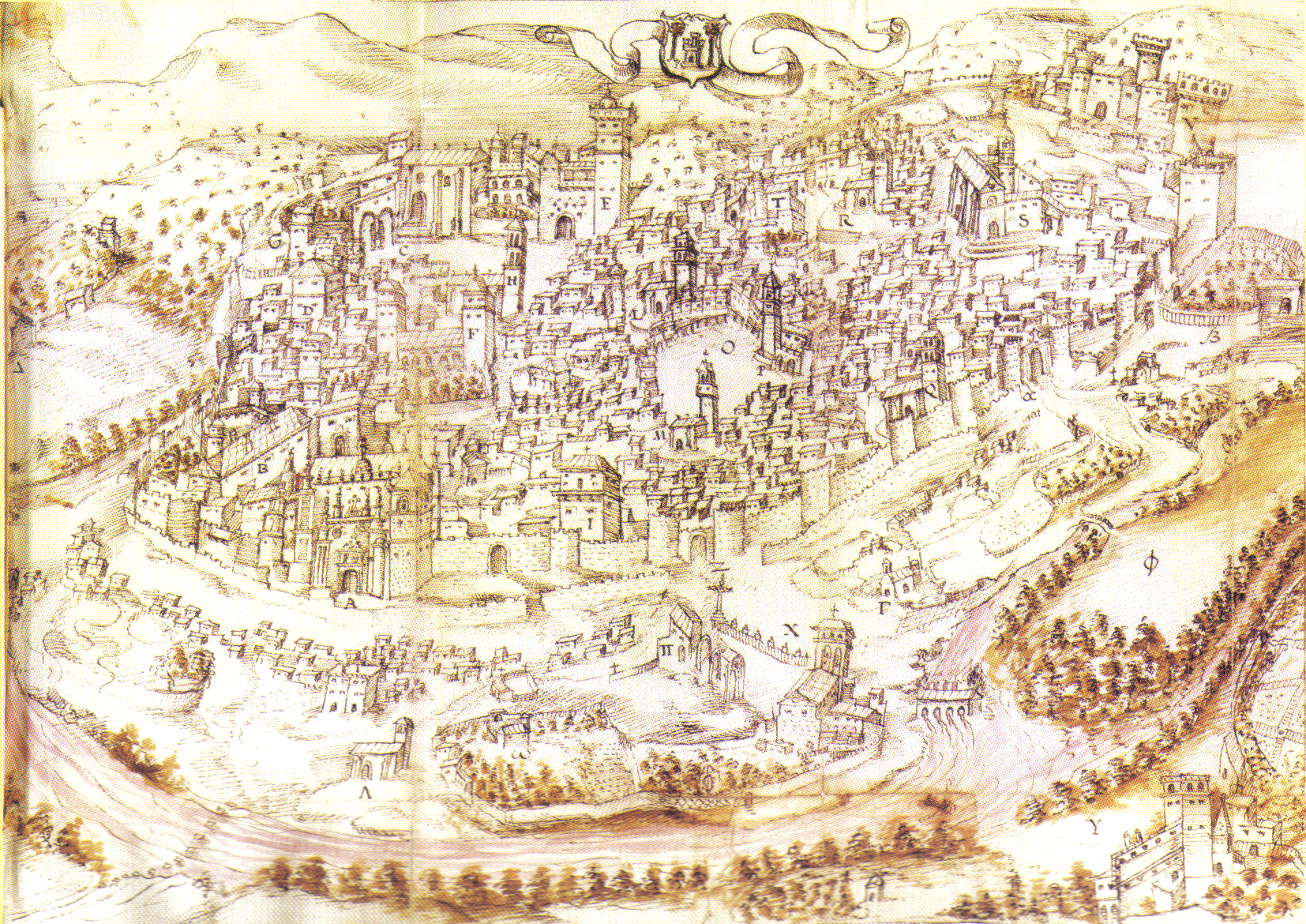

## توأمة
لبلاسينثيا اتفاقيات توأمة مع كل من:
- بياتشنزا
- سانتياغو
- نيم
- سان ميغيل دي أبونا
- قونكة
- طلبيرة
- إسكالونا
- كاستيلو برانكو

## أعلام
- حزقيال لوزانو
- فرنسيسكو ديلغادو ميلو
- بيرناردينو لوبيز دي كارفاغال
- جيسوس روبيو
- دانيال غولن رويز
- خواكين دي تشوريجيرا
- إينيس سواريز

## وصلات خارجية
- موقع رسمي
- نسخة محفوظة 5 أبريل 2008 على موقع واي باك مشين.